# 人類大戰殭屍
人類大戰殭屍（Humans vs. Zombies，縮寫 HvZ），是在大學校園內進行作為人類和嘗試在一個故事中生存的打殭屍遊戲。遊戲的最終目標是所有的人變成殭屍，或者部分人類生存至一個指定時間。人類能使用武器（捲成球狀的襪子、海綿子彈、和nerf玩具槍）保衞自己，從而認為安全和適當的情況下進行。殭屍被人類武器擊中須停止活動15分鐘；殭屍玩家不能使用武器，必須觸碰人類玩家令人類轉化成為殭屍，並在某些情況下，應避免「餓死」，從而迫使他們必須觸碰人類玩家。同時人類玩家可以在安全區進食和休息。
遊戲是由克裡斯·偉和布拉德·薩平頓在2005年的秋天創建。最後的規則是由遊戲版主和管理員確定的。遊戲的發展橫跨六大洲。如前所述，遊戲是以大學校園為主，同時人類大戰殭屍也舉辦於居住區、營地，甚至軍事基地。
人類大戰殭屍已經越來越流行，整個校園，與一千多名玩家在一場遊戲中參與。一些學校和大學已經禁止由於其感知的暴力性質的遊戲。在槍支暴力的敏感下，繼2007年在弗吉尼亞理工大學校園槍擊案也導致了遊戲的延遲，在古徹和其他地方的憂慮，以及幾個遊戲已經關閉，而且擔心正在使用的Nerf槍枝。
儘管遊戲主要在大學校園裡舉行，但是同時也開始舉辦於住宅區，營地，甚至軍事基地。

## 遊戲的玩法

### 人類
幾乎所有的玩家開頭都作為人類遊戲，必須帶同他們的身份識別卡。如果他們被殭屍觸碰，他們必須交出他們的卡，並於一小時後成為殭屍。遊戲允許人類使用Nerf玩具槍、襪子、或其他經批准的玩具以保護作用，人類可以躲起來或直接攻擊的殭屍。另外某些地區被宣布為「安全」，人類可以進入這些領域而不必擔心攻擊。據規則，躲避殭屍的某些方法是嚴格禁止的，其中包括汽車的使用，或長時間離開校園。要提高人類變成殭屍和遊戲的速度，人類可以進行任務以完成不同目標。

### 殭屍
所有殭屍須戴頭巾以作區分。通常至少有一隻原殭屍進行遊戲，必須開始傳染其他玩家。殭屍必須收集和上載的所有被攻擊的人類的識別號碼卡。如果殭屍被人類的子彈或襪子命中，他們必須停止活動十五分鐘。如果殭屍在48小時內不殺最少一個人，他就會餓死並永久離開遊戲
不同大學有不同的遊戲規則。例如根據玩家的人數，遊戲可能會啟動一個以上的原殭屍。此外所需的時間不同，以及殭屍在遊戲結束前至少攻擊一個人類。遊戲中也會出現主持人，傳統上視為殭屍，為了使最後任務、目標、或整體結局更有趣。
殭屍規則也可以改變。這可以包括替代眩暈時間、轉換時間、或死亡的時間。

### 非玩家
非玩家不得干擾遊戲。根據遊戲規則，包括監視其他隊伍或幫助玩家進入安全區或帶他們食物，否則將要求他們離開安全區。如果非玩家使用 NERF子彈和以任何方式攻擊玩家，他們應該報告涉及的玩家，如果有意，他們將被禁止遊戲。原來的規則，和大多數大學的自定規則，遊戲中強調安全的重要性。該規則強調的玩家和非玩家安全所以不容許真實的武器裝備，武器可能會損害其他人，或在遊戲中進行危險行為。

### 安全區
由於人類大戰殭屍可以持續幾天，規則建立「安全區」。在安全區內人類並不會被攻擊。由管理員指定的安全區與大學規則或其他適用規則結合。安全區包括宿舍、浴室、食堂、教學樓、醫療中心和其他指定地方。安全區在大學設置的規則有所不同。包括在校園裡和所有車輛建設(如停車場，馬路等)，但不是所有的建築物和車輛。一些大學也考慮了「車輪規則」，如果他們在滑板上、自行車上，或穿着旱冰鞋，則視玩家在安全區。所有的人必須於遊戲進行期間留在校園內。由管理員指定的區域除外，殭屍可以殺人。根據原來的規則，遊戲是一直持續到結局。

## 任務
一些大學納入遊戲的任務，鼓勵玩家積極地參與。這些任務通常都與勝利的一方獎勵。該獎項可以有利於為優勝者，或者可以懲罰失敗的一方。任務可以輕鬆地修改遊戲佔多少玩家是人，多少是殭屍或使其中一方進行更容易，同時使得對方更難的任務。也可以按照遊戲的故事情節設計任務。

### 據點防守
據點防守任務通常需要玩家保衛一個區域，或在指定的時間內保護指定的對象。在這些任務中，人類可以決定形式作戰或者一些其他形式的防線。無論是樹木，胸口高度的圍牆，或其他人員分配，這也是很重要，因為這些天然環境可能會成為你最忠誠的朋友或是最可恨的敵人。有時，可能存在一個以上的目標需要人類看守。這未必是一件壞事。因為不僅是人類拆分成兩個或兩個以上的組合，殭屍也一樣需要拆分組合。戰場指揮官（一般是管理員）可能隨時調動人類的火力分佈。這可以是一個雙刃劍。火力有所劃分需要群體之間的互相配合，但可以有很不同的層次，特別是一些組合經調動後可能不能處理相同數量的殭屍。
這些任務可以被證明是最困難的，尤其是當殭屍使用人海戰術時，人力和彈藥可會流失的很快。
雖然也可能有一些殭屍的據點防守任務，這些任務是很難達到正確平衡。大範圍使人類很容易推進。如果需要考慮一些殭屍的據點防守任務，記得要挑一個區域，在地理環境上有利於殭屍，擁有大量的隱藏地方，和足夠的埋伏點兩個主要因素。

### 物品檢索
物品檢索，人類將嘗試收集一個或多個物件，並把它帶回一個指定地方。這是受歡迎的任務，因為它使人類激勵收費等……版主或玩家有時會走一英里，並收集一個精心製作的物件或也可能僅僅是一本教科書，壘球等..
也有殭屍物品檢索任務，無論是分散在一個人類任務的組合或安排需要兩個對立的力量以滿足條件。此外，單靠一個殭屍物品檢索的任務和簡單地通知“一個殭屍正在執行任務，去弄明白並停止它”可以提供一個令人耳目一新的變化，HvZ遊戲的特點以人類為中心的任務規劃。

### 解謎
人類或殭屍，必須完成一個解謎或一系列的拼圖以完成任務。這些從簡單的個人解謎與多個重要的大型解謎接連。
小形：興建完成一半樂高積木，而同伴們捍衛指定區域
大形：人類必須有保護5個指定區域中的至少3個。如果在任何時候，人類佔據少於3個區域，拼圖需要重新組合。最後的拼圖實為幫助玩家了解後來的任務。

### 護送
人類或殭屍必須從起點護送重要的人或對象到終點的。和物品檢索非常相似但強調放慢保護組和鼓勵正面戰鬥。

### 刺殺
人類必須尋找和消除和任務有關的關鍵人物。可以是一個人或一具殭屍，一個玩家或NPC。
殭屍的任務，其中的殭屍必須消除一個人類反抗組織的關鍵成員，甚至一些殭屍的叛徒。
任務的特點是由較小的組合接觸對方，而不是在據點防守的臨時戰鬥。雙方在目標定位和制定個人攻擊的最佳方法在這些任務是非常重要的。

### 結合任務類型
一些最好的任務就是的不同類型的組合。完成拼圖加上據點防禦就是一個典型的例子，但還有許多其他。也把上述的不同任務類型結合起來效果可以很好。(例如:需要玩家完成一個物品檢索，然後讓他們護送到安全地帶等。)

## 外部連結
- The official Humans Vs Zombies game and community site （页面存档备份，存于）
- The Australian Humans vs Zombies games community site